# Fajello
Fajello è un'opera in due atti di Carlo Coccia. La prima rappresentazione ebbe luogo al Teatro degli Infocati di Firenze il 23 ottobre 1817.
L'opera venne successivamente ripresa a Trieste, al Teatro Nuovo, col titolo Gabriella di Vergy, nel settembre del 1818, e a Ravenna, al Teatro Comunale, nel 1823, col titolo Il Fajello.

## Cast della prima assoluta
Gli interpreti della prima rappresentazione furono:
| Personaggio | Interprete         |
| ----------- | ------------------ |
| Fajello     | Serafino Gentili   |
| Gabriella   | Anna Ciapini       |
| Raoul       | Maria Brida        |
| Vergì       | Vincenzio Maglioni |
| Armando     | Angiolo Quadri     |
| Adele       | Giuseppina Arrighi |

## Trama

### Atto I
Gabriella ama Raoul, un condottiero che durante una battaglia ha salvato la vita al fratello Armando. Vergì, il padre di Gabriella e Armando, è però un antico nemico di Raoul, perciò ha promesso la figlia in sposa a Fajello.
Fajello, insospettito da una lettera, teme, ingiustamente, che Gabriella gli sia infedele. Raoul riesce a fare in modo d'incontrare Gabriella, ma essi vengono sorpresi da Fajello che fa imprigionare il rivale.

### Atto II
Fajello accetta cavallerescamente di battersi in duello con Raoul per decidere chi di loro deve avere Gabriella: sta per soccombere ma viene salvato dai suoi seguaci.
Raoul viene di nuovo catturato e sta per essere giustiziato. Armando finge di essere passato dalla parte di Fajello, ma poco prima che Raoul venga trafitto dagli arcieri estrae un pugnale e uccide Fajello, consentendo al suo antico salvatore di riprendersi Gabriella.

## Struttura musicale
- Sinfonia

### Atto I
- N. 1 - Introduzione e Cavatina di Fajello Ahi qual orror, qual barbaro - Ma tacete, che solo a quel nome (Coro, Adele, Fajello)
- N. 2 - Cavatina di Gabriella Pietà del mio dolore
- N. 3 - Duetto fra Fajello e Gabriella Rasserena i mesti rai
- N. 4 - Coro e Cavatina di Raoul Squilli il suon delle trombe guerriere - Deh tacete! La patria mia terra (Raoul, Coro)
- N. 5 - Finale I Piante amiche, qui serbate (Gabriella, Raoul, Fajello, Armando, Vergi, Adele)

### Atto II
- N. 6 - Cavatina di Vergi Estinguesi a stento
- N. 7 - Duetto fra Raoul e Fajello Il cor che piagato
- N. 8 - Aria di Gabriella Se del morir la pena (Gabriella, Coro)
- N. 9 - Aria di Fajello Di gelosia 'l furore (Fajello, Vergi, Armando, Coro)
- N. 10 - Aria di Raoul e Finale II Lascia che m'apra il seno - Viva l'eroe magnanimo (Raoul, Coro, Fajello, Vergi, Adele, Gabriella, Armando)